# José March
José March y Labores (f. 18 de febrero de 1865), político, historiador y lexicógrafo español de la primera mitad del siglo XIX.
Su primera obra parece haber sido Sinónimos de la lengua castellana, adición a las obras publicadas por J. López de la Huerta y Santiago Jonama (Barcelona, 1834). Fue jefe político superior de la provincia de Lérida en 1836. Del 23 de abril de 1837 al 26 de abril de 1837 lo fue de la provincia de Zaragoza. Posteriormente lo fue de la provincia de Murcia. 
Fue nombrado académico correspondiente de la de Buenas letras de Barcelona por Gerona (1844). Escribió una Historia de la Marina Real Española desde el descubrimiento de las Américas hasta el combate de Trafalgar (1854) y una Historia de la revolución de Francia desde el año 1787 hasta 1815 formada en vista de cuantas se han publicado en Francia en seis volúmenes. También tradujo en compendio El Genio del Cristianismo, o Bellezas de la Relijión Cristiana de François René de Chateaubriand (Barcelona: Imp. de C. y J. Mayol, 1842).